# Real Club Deportivo Mallorca
Il Real Club Deportivo Mallorca, noto in Italia come Maiorca, è una società calcistica spagnola con sede nella città di Palma di Maiorca, nelle Isole Baleari. Milita in Primera División, massima serie del campionato spagnolo di calcio.
Disputa le partite casalinghe allo stadio de Son Moix, capace di contenere 23 142 spettatori.
Nella sua storia ha vinto una Coppa di Spagna e una Supercoppa nazionale; a livello internazionale il massimo risultato è il raggiungimento della finale nell'ultima edizione della Coppa delle Coppe, poi persa contro la Lazio nel 1999.

## Storia

### La fondazione come Alfonso XIII e gli esordi (1916-1949)
Il Real Club Deportivo Mallorca (RCD Mallorca) fu fondato nel 1916 con il nome di Alfonso XIII FBC in onore al sovrano regnante all'epoca sul trono di Spagna. Il primo stadio della squadra fu inaugurato con una partita contro il Barcellona che vide la vittoria degli ospiti per 5-0. Il 28 giugno dello stesso anno lo stesso monarca spagnolo concesse alla squadra il titolo di Real Sociedad.
Nel 1917 la Federazione catalana ammise la compagine al campionato di Seconda Divisione in qualità di campione ufficioso delle Baleari, conquistando il titolo nella finale giocata a Barcellona contro il Palafrugell, sconfitto 3-1.

### Il cambio di nome e l'esordio inLiga(1949-1963)
Nel 1931 il club cambiò ufficialmente il nome in Club Deportivo Mallorca, volendo evitare ogni richiamo alla passata monarchia con l'istituzione del regime repubblicano in Spagna.
Il 22 settembre 1945 fu inaugurato il nuovo stadio, inizialmente denominato "Es Fortì" e quindi, nella stessa stagione, cambiato in "Lluis Sitjar" in onore della persona che volle la costruzione dello stadio. A partire dal 1949 venne ufficialmente ripristinato il titolo di Real, modificando la denominazione ufficiale del team in Real Club Deportivo Mallorca, con il quale è tutt'oggi conosciuto.
Retrocesso nel 1954 dalla Segunda alla Tercera División, il Maiorca dovette attendere cinque anni per tornare in seconda serie nel 1959 e l'anno seguente, nel 1960, approdò per la prima volta in Primera División, la massima categoria del calcio nazionale, sotto la guida tecnica di Juan Carlos Lorenzo, che aveva terminato nel club la sua carriera da calciatore, e la presidenza di Jaime Rosselló. La squadra isolana riuscì a ottenere due buone salvezze nella sua prima esperienza in Liga, retrocedendo nel 1963.

### Retrocessioni e promozioni (1963-1997)
Il prosieguo degli anni sessanta vide il Maiorca ottenere altre due promozioni Primera (nel 1965 e 1969, non riuscendo in entrambi i casi a mantenere la categoria. Dal 1975, con la retrocessione in Tercera División, si aprì un periodo buio per il club rosso-nero, costretto a militare addirittura in quarta divisione fra il 1978 e il 1980. Toccato il fondo della propria storia, dopo aver rischiato addirittura di scomparire il Maiorca riuscì tuttavia a risalire la piramide calcistica spagnola, tornando in Primera nel 1983. Gli anni ottanta furono un periodo di "saliscendi" per il club, che non riuscì a confermarsi stabilmente nella Liga pur facendovi alcune apparizioni (1983-84, 1986-87 e 1987-88), e nel quale esordì, nel 1986, Miguel Ángel Nadal, futuro capitano, primatista di presenze e bandiera della società.
Nel 1991 il Maiorca disputò per la prima volta la finale della Coppa del Re, venendo sconfitto dall'Atlético Madrid per 1-0. Retrocesso l'anno seguente, il club dovette trascorrere alcuni anni in Segunda prima di ottenere, nel 1997, la sua settima promozione in Primera sotto la presidenza di Bartolomé Beltrán.

### Gli anni d'oro della permanenza inPrimerae la finale di Coppa delle Coppe (1998-2012)
L'anno successivo arrivò una delle migliori prestazioni della sua storia, con in panchina l'argentino Héctor Cúper: oltre al quinto posto in campionato che sarebbe valso la qualificazione per la Coppa UEFA, la squadra fu sconfitta dal Barcellona solo ai rigori nella finale di Coppa del Re, risultato che le consentì di accedere al tabellone principale della Coppa delle Coppe.
Il primo titolo ufficiale arrivò pochi mesi dopo, il 22 agosto 1998, con la vittoria della Supercoppa di Spagna contro il Barcellona, ad aprire la stagione che regalò la miglior prestazione europea nella storia del club: l'esperienza nella Coppa delle Coppe 1998-1999 si concluse infatti in finale, il 19 maggio 1999 al Villa Park di Birmingham, contro la Lazio. L'undici di Cuper arrivò in finale superando gli scozzesi dell'Heart of Midlothian, i belgi del KRC Genk, i croati dell'Varteks Varaždin e, in un'ostica semifinale, gli inglesi del Chelsea; in finale, però, il Mallorca, sorpresa del torneo, si dovette inchinare per 2-1 alla forte Lazio di Vieri e Nedvěd, match-winner della partita.
Nella stessa stagione arrivò la miglior posizione in campionato della sua storia, il terzo posto dietro Barcellona e Real Madrid, ottenendo la qualificazione per i preliminari di Champions League. Il club isolano fu però eliminato dai norvegesi del Molde prima di raggiungere la fase a gironi. Ripescata in Coppa UEFA, la squadra, inizialmente sotto la guida di Roberto Carlos Mario Gómez fino a novembre, poi sostituito da Fernando Vázquez, riuscì a raggiungere i quarti di finale, finendo eliminata per mano del Galatasaray poi vincitore del torneo.
Il 21 agosto fu inaugurato il nuovo stadio Son Moix e il 5 gennaio 2000 l'IFFHS inserì il Maiorca all'ottavo posto della classifica delle squadre del mondo dell'anno 1999.
Nuovamente terzo nel 2000-01 con il record, per il club, di 71 punti (oltre a quello di gol fatti, 61, di vittorie, 20, e di minor numero di sconfitte, 7), il Maiorca si qualificò nuovamente alla Champions League, dove nonostante due successi contro Arsenal (1-0 casalingo) e Schalke 04 (1-0 in trasferta) non riuscì a passare la fase a gironi, concludendo al terzo posto. Ripescato in Coppa UEFA, venne eliminato dai cechi dello Slovan Liberec.
Nel 2003 la squadra centrò quello che a tutt'oggi resta il maggior successo del club, la vittoria della Coppa del Re superando in finale per 3-0 il Recreativo de Huelva. Alla conquista della coppa seguirono tre campionati mediocri, il primo dei quali addirittura concluso con una sofferta salvezza (2004-05). Il Maiorca, allenato per un quinquennio da Gregorio Manzano, chiuse in dodicesima posizione nelle stagioni 2005-06 e 2006-07, in settima nel 2007-08, trascinato dai gol di Daniel Güiza, laureatosi Pichichi del campionato con 27 gol, in nona l'anno seguente e in quinta nel 2010, risultato che non permise però alla squadra di partecipare all'edizione 2010-2011 della UEFA Europa League, dato che l'Organo di Controllo e Disciplina dell'UEFA decretò che il club non risultava in possesso dei requisiti necessari per partecipare alla UEFA Europa League. Il club spagnolo non soddisfaceva, infatti, i criteri minimi di ammissione (articolo 2.07 del Regolamento dell'Europa League) a causa dei debiti economici maturati, che ammontavano a circa 85 milioni di euro.

### Il ritorno inSegunda, la caduta inSegunda Be la risalita (dal 2013)
Nel 2012-13 la squadra isolana retrocesse in Segunda División dopo più di un quindicennio trascorso stabilmente nella Liga, nonostante una vittoria ottenuta all'ultima giornata.
Nel quadriennio successivo disputò tribolate annate in seconda serie, caratterizzate da piazzamenti a ridosso della zona retrocessione. Nel 2016-17, a causa del ventesimo posto finale in classifica, il Maiorca retrocesse in Segunda División B, la terza serie spagnola, dopo 36 anni trascorsi nelle prime due categorie calcistiche nazionali. Nella stagione 2017-18 ritornò in Segunda División e nella stagione successiva, dopo aver terminato al quinto posto la stagione regolare, vinse i play-off, eliminando l'Albacete in semifinale e il Deportivo La Coruña in finale e compiendo dunque un doppio salto di categoria in soli due anni. L'annata 2019-2020 in massima serie si chiuse con una nuova retrocessione, sancita dall'aritmetica alla penultima giornata, ma la risalita in Primera División fu immediata, grazie al secondo posto in serie cadetta. Seguono un sedicesimo posto, un punto sopra la zona retrocessione, e nel 2022-2023 addirittura un nono posto a soli 3 punti dalla zona Conference League occupata dall'Osasuna. Nella stagione 2023-2024 ottiene per la prima volta dopo 21 anni l'accesso alla finale di Coppa del Re, perdendola tuttavia per 4-2 ai rigori contro l'Athletic Bilbao.

## Colori e simboli

### Colori
Al momento della sua fondazione come Alfonso XIII Football Club, il club vestiva una casacca di colore rosso, con pantaloncini blu, in omaggio alla divisa della nazionale spagnola. Con l'avvento della seconda Repubblica spagnola nel 1933, il club optò, per evitare ogni riferimento alla monarchia, per l'adozione di calzoncini neri, adottando la colorazione che ha mantenuto fino ai giorni nostri.

### Stemma
Lo stemma del Maiorca si compone di uno scudo dal fondo rosso bordato di giallo, sormontato dalla corona reale spagnola e contornato da decori vegetali, sulla cui estremità inferiore compare un piccolo pallone da calcio. Al centro dell'emblema, alcune lettere stilizzate riportano l'acronimo corrispondente al nome ufficiale della società.

## Strutture

### Stadio

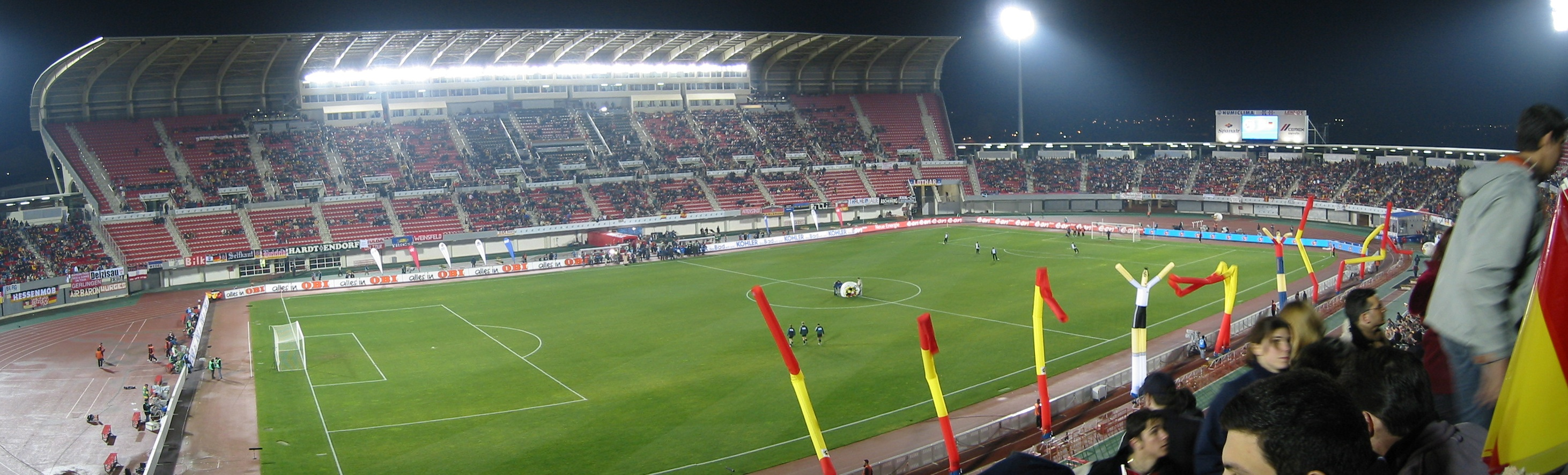
Panoramica del Visit Mallorca Estadi.

Il club disputa le partite casalinghe allo stadio de Son Moix, nome che deriva da quello del quartiere cittadino che lo ospita. L'impianto, noto anche, per ragioni di sponsorizzazione, come Visit Mallorca Estadi, ha una capienza di 23.142 spettatori e un campo di dimensioni 105x66 metri. In passato era conosciuto anche, per motivi di sponsorizzazione, anche come ONO Estadi e Iberostar Estadi. Dal 1999 il nuovo impianto, sorto per ospitare le Universiadi tenutesi nella città isolana in quell'anno, sostituisce il vecchio stadio Lluís Sitjar, edificato nel 1945.
Dal giugno 2020 lo stadio ha assunto il nome commerciale di Visit Mallorca Estadi, allo scopo di rilanciare il turismo nella regione, danneggiato dalle conseguenze della pandemia di COVID-19 del 2020 in Spagna; il termine dell'accordo di sponsorizzazione è previsto nel 2022.

## Società

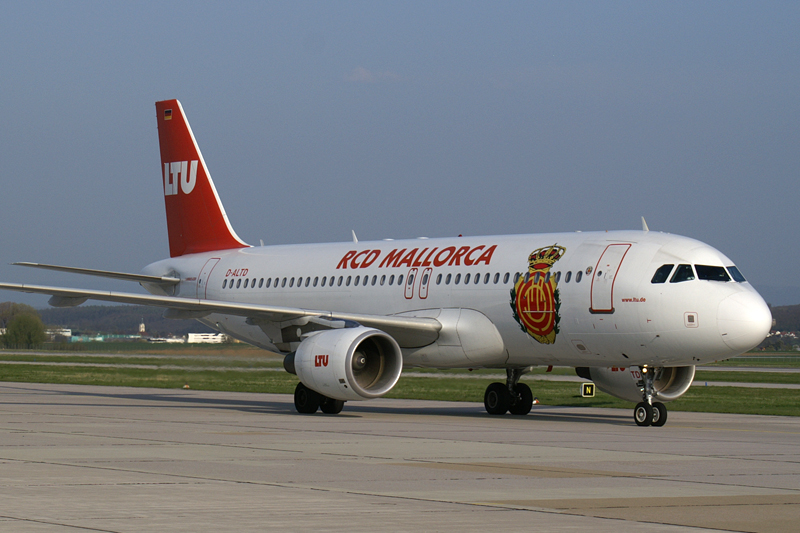
Il logo del Maiorca su un aereo della compagnia tedesca LTU

### Consiglio di amministrazione
Dal sito del club.
- Utz Claassen - Presidente
- Monti Galmés - Vicepresidente
- Maheta Molango - Consigliere delegato
- Robert Sarver - Consigliere delegato
- Andy Kohlberg - Consigliere delegato
- Steve Nash - Consigliere delegato
- Luis del Hoyo - Segretario
- Ignacio Rodríguez - Vice Segretario

### Struttura sportiva
- carica vacante - Direttore Sportivo

### Settore giovanile
Come numerose altre società spagnole, anche il Maiorca possiede una propria squadra filiale, il Maiorca B. Fondato nel 1967 e passato attraverso diverse denominazioni, milita attualmente in Tercera División, la quarta serie del calcio nazionale.

## Calciatori

### Vincitori di titoli
I seguenti giocatori hanno ottenuto risultati di prestigio con le loro nazionali nel periodo di militanza nella società:
- Campionato europeo

 Fernando Navarro  (Austria-Svizzera 2008)
 Daniel Güiza  (Austria-Svizzera 2008)
- Coppa d'Africa

 Samuel Eto'o  (Ghana-Nigeria 2000, Mali 2002)
 Lauren  (Ghana-Nigeria 2000)
- Capocannoniere della Liga: 1

 Daniel Güiza (2007-2008)
- Calciatore africano dell'anno: 1

 Samuel Eto'o (2003)
- Trofeo Zamora: 1

 Carlos Roa (1998-1999)

## Palmarès

### Competizioni nazionali
- Coppa di Spagna: 1

2002-2003
- Supercoppa di Spagna: 1

1998
- Segunda División: 2

1959-1960 (gruppo II), 1964-1965
- Segunda División B: 1

2017-2018 (gruppo 3)
- Tercera División: 7

1943-1944, 1954-1955, 1956-1957, 1957-1958, 1958-1959, 1979-1980, 1980-1981
- Trofeo Ramón de Carranza: 1

2002

### Altri piazzamenti
- Campionato spagnolo:

Terzo posto: 1998-1999, 2000-2001
- Coppa di Spagna:

Finalista: 1990-1991, 1997-1998, 2023-2024
Semifinalista: 2008-2009
- Supercoppa di Spagna:

Finalista: 2003
Semifinalista: 2025
- Segunda División:

Secondo posto: 2020-2021
Terzo posto: 1963-1964 (gruppo II), 1968-1969, 1982-1983, 1985-1986, 1995-1996, 1996-1997
- Copa de la Liga Segunda División:

Finalista: 1986
- Coppa delle Coppe:

Finalista: 1998-1999

## Statistiche e record

### Partecipazione ai campionati e ai tornei internazionali

#### Campionati nazionali
Dalla stagione 1931-1932 alla 2025-2026 il club ha ottenuto le seguenti partecipazioni ai campionati nazionali:
| Livello | Categoria          | Partecipazioni | Debutto   | Ultima stagione | Totale |
| ------- | ------------------ | -------------- | --------- | --------------- | ------ |
| 1º      | Primera División   | 32             | 1960-1961 | 2025-2026       | 32     |
| 2º      | Segunda División   | 37             | 1939-1940 | 2020-2021       | 37     |
| 3º      | Segunda División B | 3              | 1977-1978 | 2017-2018       | 3      |
| 4º      | Tercera División   | 12             | 1931-1932 | 1979-1980       | 12     |

#### Tornei internazionali
Alla stagione 2024-25 il club ha ottenuto le seguenti partecipazioni ai tornei internazionali:
| Categoria                     | Partecipazioni | Debutto   | Ultima stagione |
| ----------------------------- | -------------- | --------- | --------------- |
| UEFA Champions League         | 2              | 1999-2000 | 2001-2002       |
| Coppa delle Coppe             | 1              | 1998-1999 | 1998-1999       |
| Coppa UEFA/UEFA Europa League | 3              | 1999-2000 | 2003-2004       |
| Coppa Intertoto               | 1              | 2000      | 2000            |

### Statistiche individuali
Il giocatore con più presenze nelle competizioni europee è Javier Olaizola a quota 31, mentre il miglior marcatore è Samuel Eto'o con 7 gol.
- Migliore cannoniere: Samuel Eto'o con 54 reti.
- Migliore cannoniere in una sola stagione': Daniel Güiza con 27 reti (stagione 07-08).
- Portiere con meno reti subite in una sola stagione: Carlos Roa con 23 reti subite (stagione 98-99).
- Giocatore con più presenze: Miguel Ángel Nadal con 249 partite.

### Statistiche di squadra
A livello internazionale la miglior vittoria è il 4-1 ottenuto contro il Monaco negli ottavi della Coppa UEFA 1999-2000, mentre la peggior sconfitta un 4-0 subito dallo Schalke 04 nella fase a gruppi della UEFA Champions League 2001-2002.
- Migliore vittoria: Mallorca - Recreativo de Huelva 7-1 (stagione 07-08).
- Migliore posizionamento nella Liga: terzo (stagione 98-99 e stagione 00-01).

## Tifoseria

### Gemellaggi e rivalità
A livello locale, la rivalità maggiormente sentita dai tifosi del Maiorca è quella nei confronti dell'Atlético Baleares, squadra con cui i rossoneri si contendono il primato calcistico cittadino e, più in generale, quello sulle isole Baleari. La partita, considerata un vero e proprio derby, non si è disputata per molti anni a causa della differenza di categoria fra le due squadre, che sono tornate a confrontarsi nell'annata 2017-18, dopo la retrocessione del Maiorca in Segunda División B.

## Organico

### Rosa 2025-2026
Aggiornata al 15 agosto 2025..
| N. |                               | Ruolo | Calciatore     |
| -- | ----------------------------- | ----- | -------------- |
| 1  | Slovacchia (bandiera)         | P     | Dominik Greif  |
| 2  | Spagna (bandiera)             | D     | Mateu Morey    |
| 3  | Spagna (bandiera)             | D     | Toni Lato      |
| 5  | Guinea Equatoriale (bandiera) | C     | Omar Mascarell |
| 6  | Spagna (bandiera)             | D     | José Copete    |
| 7  | Kosovo (bandiera)             | A     | Vedat Muriqi   |
| 8  | Spagna (bandiera)             | C     | Manu Morlanes  |
| 9  | Spagna (bandiera)             | A     | Abdón Prats    |
| 10 | Spagna (bandiera)             | C     | Sergi Darder   |
| 11 | Giappone (bandiera)           | A     | Takuma Asano   |
| 12 | Portogallo (bandiera)         | D     | Samú Costa     |
| 13 | Spagna (bandiera)             | P     | Leo Román      |
| 14 | Spagna (bandiera)             | C     | Dani Rodríguez |

| N. |                       | Ruolo | Calciatore                |
| -- | --------------------- | ----- | ------------------------- |
| 17 | Canada (bandiera)     | A     | Cyle Larin                |
| 18 | Spagna (bandiera)     | C     | Antonio Sánchez           |
| 19 | Spagna (bandiera)     | C     | Javier Llabrés            |
| 20 | Spagna (bandiera)     | A     | Pablo Torre               |
| 21 | Spagna (bandiera)     | D     | Antonio Raíllo (capitano) |
| 22 | Colombia (bandiera)   | D     | Johan Mojica              |
| 23 | Argentina (bandiera)  | D     | Pablo Maffeo              |
| 24 | Slovacchia (bandiera) | D     | Martin Valjent            |
| 25 | Spagna (bandiera)     | P     | Iván Cuéllar              |
| 30 | Spagna (bandiera)     | A     | Marc Domènech             |
| 32 | Spagna (bandiera)     | D     | David López               |
|    | Finlandia (bandiera)  | P     | Lucas Bergström           |
|    | Colombia (bandiera)   | A     | Daniel Luna               |